# Complejo de Electra

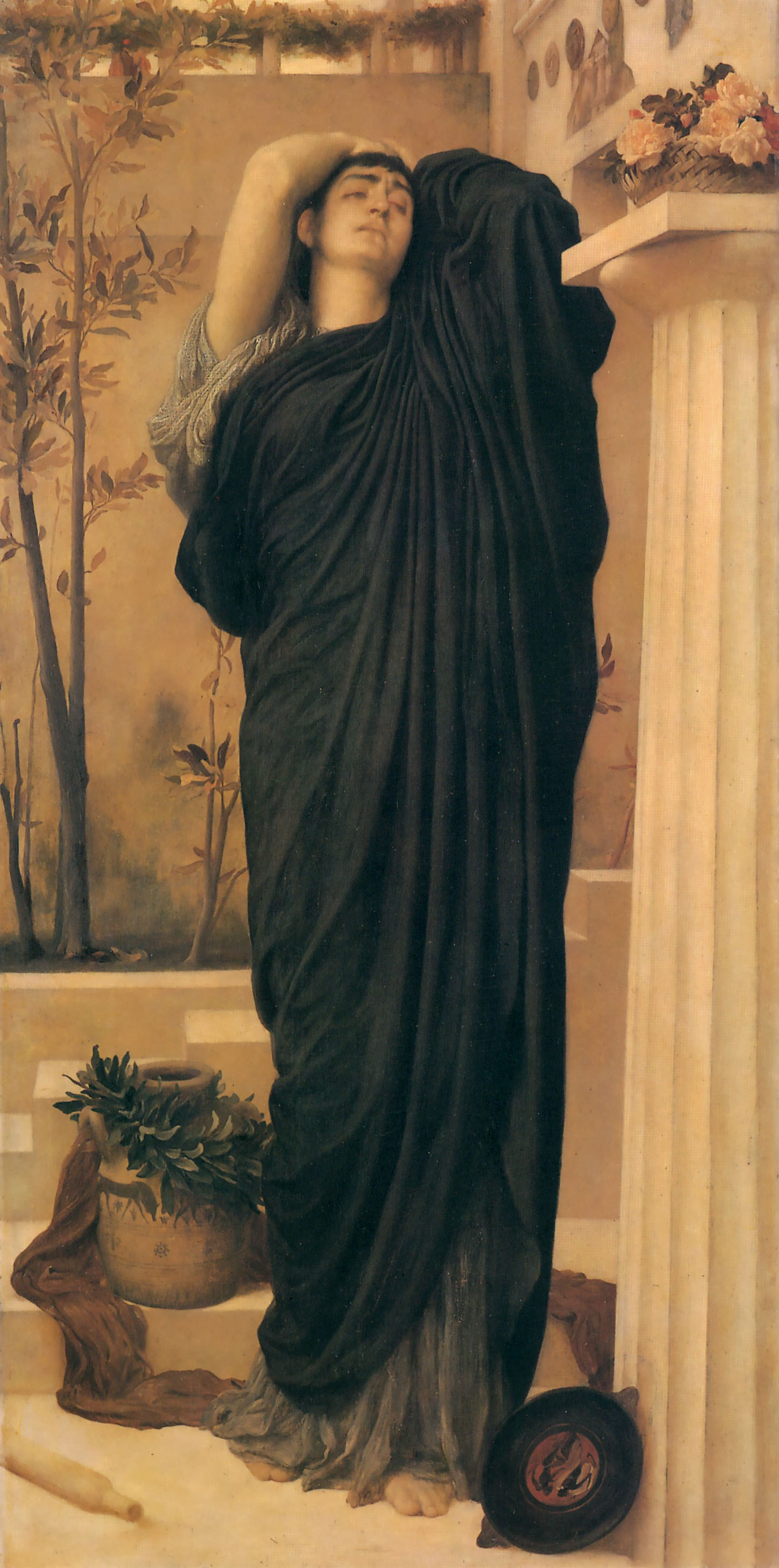
Electra en la tumba de Agamenón (c. 1869) de Frederic Leighton.

Complejo de Electra es un concepto propuesto en 1912 por el psiquiatra y psicólogo suizo Carl Gustav Jung para designar la contrapartida femenina del complejo de Edipo. Consiste en la atracción afectiva de la niña por la figura del padre. Jung lo nombró en referencia a la heroína griega Electra que vengó a su padre Agamenón conspirando con su hermano Orestes para asesinar a su propia madre, Clitemnestra, quien a su vez vengó la muerte de su otra hija, Ifigenia, a manos de su padre. 

Jung formuló el concepto en su Theory of Psychoanalysis (traducido al castellano como Ensayo de exposición de la teoría psicoanalítica). Se refiere a la competición psicosexual de una niña con su madre por la posesión de su padre. 
[U]na hija desarrolla un afecto específico por el padre, con una actitud correspondientemente celosa hacia la madre. Podríamos llamarlo el complejo de Electra. Como todos saben, Electra se vengó de su madre Clitemnestra por asesinar a su esposo Agamenón y, de ese modo, privarla de su amado padre.p. 134
En el curso de su desarrollo psicosexual, el complejo de Electra correspondería a la fase fálica de las niñas, siendo la experiencia análoga de los niños varones el complejo de Edipo. Para Jung, el complejo de Electra ocurre en la tercera fase (la fase fálica, entre los 3 y los 6 años) de cinco fases de desarrollo psicosexual: oral, anal, fálica, período de latencia y genital, en la que la fuente de placer de la libido se encuentra en una zona erógena diferente del cuerpo.
A diferencia del complejo de Edipo freudiano (objeto a su vez de crítica), Jung no realizó una aproximación completamente biológica ni universal al complejo, con lo que no debe definirse en términos taxativos.  Freud rechazó el concepto, afirmando «No veo ningún progreso ni ventaja en la introducción del término "complejo de Electra" y no abogo por su uso» (Freud, 1920/1961b). Más tarde, escribió: «Tenemos razón al rechazar el término complejo de Electra que pretende insistir en que la situación de los dos sexos es análoga». De hecho, Jung mismo nunca volvió a escribir nada sobre el complejo de Electra en su desarrollo posterior de la teoría de los arquetipos, prefiriendo en cambio centrarse en el ánima y el ánimus como las estructuras innatas del sexo y el género (Jung, 1917/1953).
La idea del complejo de Electra no es ampliamente utilizada por los profesionales de la salud mental en la actualidad. Hay poca evidencia empírica al respecto, ya que las predicciones de la teoría no coinciden con las observaciones científicas del desarrollo infantil. Tampoco está incluido en el Manual Diagnóstico y Estadístico de los Trastornos Mentales.

## Origen del nombre
Según la mitología griega, Electra, hija de Agamenón (rey de Micenas) y Clitemnestra, vengó a su padre, quien fuera asesinado por Egisto, amante de Clitemnestra, o en otros mitos, por la misma Clitemnestra, quien a su vez vengó la muerte de su otra hija Ifigenia, sacrificada a los dioses por su propio padre. Electra animó a su hermano Orestes para que diera muerte a su madre y a Egisto, asesinos del padre de ambos.

## Concepto
Según Jung, el complejo de Electra es común en las niñas en algún momento de su infancia aunque, en algunas ocasiones, va más allá. La fijación afectiva o enamoramiento hacia el padre puede generar una situación de rivalidad con la madre. Se supone que es una dinámica normal en el desarrollo de las niñas, que puede observarse a partir de los 3 años y que suele resolverse de forma natural. 
Al contrario que en los niños, esta circunstancia es menos clara y pasa más inadvertida puesto que las niñas tienen un vínculo muy estrecho con sus madres, lo que les dificulta mantener la competitividad con esta.
En la mejor resolución del complejo se produce una predilección de la niña hacia su progenitor. Sin embargo, en los casos patológicos puede acontecer lo contrario, que la niña rechace al padre al sentirse defraudada por haberla rechazado.

## Diferencias con el complejo de Edipo
Desde el punto de vista psicoanalítico, al comparar ambos complejos, resultan diversos entre sí. A continuación se enuncian tres características diferenciales:
1. Cambio de zona erógena. La niña cuenta con dos órganos sexuales (agregándose el clítoris), mientras el niño cuenta con uno. La primera zona erógena de la niña es su clítoris (relacionado con el órgano masculino), entonces al descubrir la zona vaginal, concentra su parte femenina y abandona la masculina, aceptando la castración y el papel pasivo que conlleva.
2. Cambio de objeto erótico. En la primera fase de desarrollo, la madre es el objeto erótico de ambos (niño y niña). Sin embargo, el instinto de conservación de la especie le hará cambiar su objeto erótico hacia el padre (ya que no podría engendrar con la figura materna) y se vuelve hacia él.
3. Finalmente la niña cae en el complejo de Electra (saliendo del complejo de Edipo), pero si lo que deseaba era salir de la relación incestuosa con la madre, queda aproximada a una relación incestuosa con el padre.

## Resolución
En parte es lógico que la niña llegue a decir que se quiere «casar con papá», porque es su referencia amorosa al ser el único hombre que conoce y que, por imitación a su madre, desea lo mismo. Por ello, los padres deben hacerle entender la prohibición del incesto y el complejo de castración; solo así se podrán determinar los roles parentales.
Si todo se desarrolla bien, la niña asume su derrota, reconoce que la madre es la preferida, y se dispondrá a buscar otro amor. Por el contrario, si no se rinde a esta evidencia se puede generar una anomalía patológica. De ahí que para poder curarse en el tratamiento psicoterapéutico la afectada debe aceptar su atracción y superarla.